# Милованов, Максим Владимирович

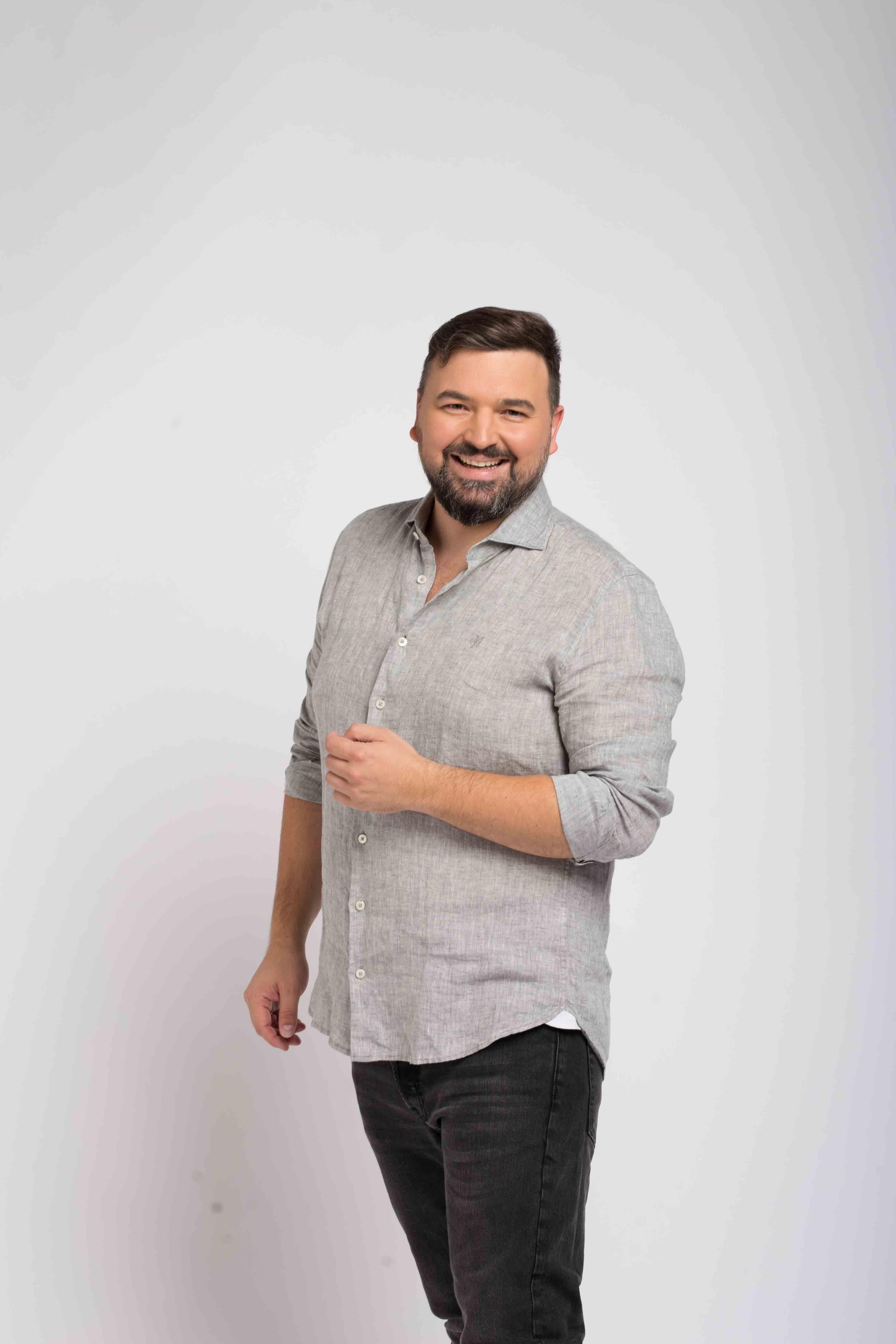
Максим Милованов

Макси́м Милова́нов (род. 11 марта 1982, Таллинн, ЭССР) — теле- и радиоведущий, певец, музыкант, ди-джей, шоумен и продюсер. Генеральный директор «Радио Ностальгия», «Новое Радио», «All The Best Radio», «Radio Top».

## Биография
Родился 11 марта 1982 года в Таллине, Эстонская ССР. Отец Милованов Владимир Константинович — моряк, занимался рыбным промыслом в Испании, в городе Лас-Пальмас-де-Гран-Канария. Работал в крупнейшей Советской морской организации ЭРПО «Эстрыбпром»... . Мать, Милованова Светлана Михайловна, работала начальником отдела Таллинского Главпочтамта.
С детства его любимым занятием было прослушивание пластинок и просиживание у телевизора в ожидании музыкальных передач. Родители Максима были меломанами, поэтому в доме была шикарная коллекция современной эстрады — как советской, так и западной. Именно это увлечение предопределило его дальнейшую жизнь.
В 1992 году Максим прошёл прослушивание и попал в детский хор ЭССР «Радуга», но спустя несколько месяцев покинул его.
22 августа 1993 года выиграл приз на первой в Эстонии коммерческой русскоязычной радиостанции «Радио Таллинн». Именно эта дата определила его дальнейшую творческую судьбу и выбор профессии.
Первый эфир на «Радио Таллинн» — ежевечерняя программа по заявкам «Поздравления», которая состоялась в начале 1996 года. Этот период можно считать началом его радио-карьеры. Через год в 1997 году вёл хит-парад «Русская горка». В этот период начинается его активная клубная деятельность в качестве диджея.
Параллельно с радио работал журналистом-фрилансером в печатных изданиях Эстонии: «Молодёжь Эстонии», «Вести недели», «Эстония», еженедельники «Семь» и «ТВ-программа».
1 мая 1999 года вышел в эфир на Русском Радио (Эстония), где проработал почти 16 лет. За время работы на радио провёл огромное количество интервью с российскими звёздами (Валерия, Сергей Жуков, Валерий Меладзе, Митя Фомин, Борис Гребенщиков, Юрий Шевчук и др.), организовал десятки крупных концертов и культурных мероприятий.
17 ноября 2015 года начал работать в эфире «Радио Волна».
12 мая 2019 года запускает собственное интернет-радио «Радио Ностальгия», которое становится популярнейшей интернет-радиостанцией среди русскоязычного населения планеты. Статистика показывает постоянный рост аудитории. На сегодня количество уникальных слушателей составляет около 200 000 в месяц.
Считает своим гуру и учителем легендарного Василия Стрельникова, оказавшего на него сильное влияние в подростковом возрасте. Позже вместе с Василием развивал русский подкастинг.
Озвучивает теле- и радио рекламу.
Жена — Серединская Вероника Евгеньевна — врач-психотерапевт. Ведёт собственный блог о психологии и психотерапии.

## Творчество
В 2003 году записал сольный альбом «О любви», который был создан в команде с таллинскими поэтами и композиторами Дмитрием Пийбе, Алексеем Поповым, Оксаной Шагалиной.
Альбом получил широкую огласку благодаря громкому имени исполнителя, так как Максима Милованова к тому моменту знали практически все жители Эстонии, кто говорит и понимает по-русски. Альбом получился очень душевным и песни сразу же полюбились публике. Некоторые хиты с альбома «О любви» попали в горячую ротацию Русского Радио (Эстония): «Всё прошло», «Мои слёзы», «Осень». В 2004 году началась активная концертная деятельность.
С 2011 — 2019 годы Максим Милованов являлся солистом кавер-группы «ОльгаклёшЪ». Группа перепевала известные русские песни, создавая собственные яркие танцевальные аранжировки. Коллектив активно гастролировал по Эстонии.
Летом 2021 года свет увидел второй альбом "Ностальгия", куда вошли как старые песни с первого альбома "О любви", так и легендарные старые добрые хиты и баллады.

## Радио
- «Радио Таллинн» c 1994 по 1997

Летом 1993 года юный Максим выигрывает приз на первой коммерческой русскоязычной радиостанции Эстонии «Радио Таллинн» в программе Артура Гусейнова «MTV European Top 20». И 22 августа 1993 года в полдень Максим переступил порог радио и остался там навсегда. Благодаря талантливому и чуткому главному редактору Николаю Мейнерту, в сентябре 1994 года Максим становится помощником и частью редакторской группы развлекательных программ под руководством А.Гусейнова.
Весной 1996 года Максим получает возможность вести собственную программу «Поздравления», которая выходила каждый будний вечер с 18 до 19 часов. В эфир выпускались приветы и поздравления, записанные с кассеты автоответчика. Сразу после этой программы в эфир выходило танцевальное шоу «Дискотека с Сергеем Угловым», где Максим выполнял функцию помощника и телефонного оператора. Благодаря знакомству с Сергеем Угловым, он становится резидентом, популярного на тот момент, ночного клуба «Black Box». Зимой 1996 года начинает вести вечерние развлекательные программы вместе со своим приятелем Дмитрием Красильниковым. Одна из самых запоминающихся программ этого тандема — «Дискотека Радио 100». Последней программой в рамках «Радио Таллинн», которую Максим выпустил в эфир, была «Русская горка» — хит-парад популярных русских песен.
В сентябре 1997 года Максим покидает эфир «Радио Таллинн».
- «Русское Радио» с 1999 по 2014

В начале 1999 года Максиму поступает предложение поработать на одной из станций медиа-холдинга Sky Media, куда входит «Русское Радио» (Эстония).
Проведя 4 месяца в эфире эстонской радиостанции «Uudisteraadio» в качестве звукорежиссёра, Максиму предлагают занять место в качестве ведущего линейного эфира «Русского Радио» (Эстония).
И 1 мая 1999 года в 18:00 Максим Милованов поприветствовал слушателей на FM-частоте 90.6 Mhz в Таллине. Это было начало новой большой творческой дороги длинной в 16 лет.
Его соведущими в эфире в разное время были: Юля Календа, Алина Привалова, Александр Кучмезов.
Самые яркие программы в эфире «Утро по-русски» (утреннее шоу вместе с Юлей Календой), «Связи» (программа приветов и поздравлений вместе с Алиной Приваловой), «Караоке по-русски», «В добрый час», «Дневной инстинкт».
- «Радио Волна» с 2014 по 2023

Осенью 2014 года Максим Милованов принял приглашение влиться в команду «Радио Волна». В его обязанности входило настроить работу коллектива, определить музыкальный формат и собрать плейлист.
18 ноября 2014 года новое радио успешно заявило о себе в fm-диапозоне на частоте 107.1 Mhz.
До осени 2023 года Максим Милованов вёл утреннее шоу вместе с Юлией Манго.
- «Радио Ностальгия» с 2019 по настоящее время[25]

С 2019 года является Генеральным директором «Радио Ностальгия»
1 июня 2023 года запустил вещание «Радио Ностальгия» на территории Эстонии в формате DAB+
- «Новое Радио», «All The Best Radio», «Radio Top» с 2024 по настоящее время[25]

С 2024 года является Генеральным директором группы радиостанций «Новое Радио», «All The Best Radio», «Radio Top»
1 ноября 2024 года запустил вещание новых радиостанций на территории Эстонии в формате DAB+

## Телевидение
Ведущий программы «Земля в иллюминаторе» на «ЭТВ+»
Ведущий программы «Летняя студия» на «ЭТВ+»
Ведущий вечернего информационного шоу "Летний горизонт" на «ЭТВ+»

## Театр
В мае 2012 года принял участие в спектакле московского режиссёра Юрия Муравицкого «Ставангер» в роли певца. Спектакль был поставлен по одноимённой пьессе драматурга Марины Крапивиной. Премьера состоялась 1 мая 2012 в здании Kanuti Gildi Saal в старом Таллине.

## Клубная жизнь
Первую дискотеку провёл в 1993 году в 5 классе. Это была танцевальная вечеринка в школьном кабинете, куда Максим принёс свою коллекцию современной эстрады на пластинках.
Через год, летом 1994 года, Максим встаёт за пульт в пионерском лагере «Ромашкино» в Вяна-Йыэссу.
Летом 1996 года он становится резидентом ночного клуба «Black Box» (бывший клуб железнодорожников, в народе «Железка»).
С 1998 — 1999 годы был участником крупнейшего рейва Эстонии «Trance Deliverance».
С 1999 — 2003 выступал на рейвах и фестивалях «DJ Parade», «Atmosphere», «Sun Dance Music Festival» и других.
- С 1999 по 2002 годы был резидентом ночного клуба «Arctic» (Таллин)[4].
- C 2002 по 2007 годы являлся резидентом ночного клуба «Terrarium» (Таллин)[4].
- С 2007 по 2009 годы являлся резидентом ночного клуба «Bon Bon» (Таллин)[4].
- С 2009 по 2011 годы являлся резидентом ночного клуба «Seduction Discotheque» (Таллин)[4].
- C 2011 по 2013 годы резидент в LAI V (Таллин)[4]
- C 2014 по 2019 годы организатор крупнейших русских вечеринок в Тарту в ночных клубах: «Atlantis», «Illusion», «Vabank»[4].

## Миксология
Выступал под разными сценическими именами. В разные годы были записаны и выпущены миксы в разных стилях.
В 2005 году под псевдонимом Eskimo выпустил ряд миксов в стиле Lounge:
- DJ Escape presents Eskimo — Cry[36]
- DJ Escape presents Eskimo — Die Chronik der kurzen Reise[37]
- DJ Escape presents Eskimo — Rhythm of summer[38]

В 2012 году под псевдонимом Popsicle Boutique были выпущены техно-миксы:
- Popsicle Boutique — ZXX Dreams[40]
- Popsicle Boutique — Heaven[41]

В 2015 году были выпущены хаус-миксы :
- Milovanov — Traveller[43]
- Milovanov — Siberian Girls Travel To Crimea[44]
- Milovanov — …In Search of Summer[45]

В 2015 году под псевдонимом BIGLOVE был выпущен микс в стиле дискофанк:
- DJ BIGLOVE — Funky Town (Live @ Yellow Room)[47]